# ماتئو بریگی
ماتئو بریگی (به ایتالیایی: Matteo Brighi) بازیکن فوتبال و مدافع اهل ایتالیا است که از سال ۲۰۰۲ میلادی عضو تیم ملی فوتبال ایتالیا بوده و در ۴ بازی ملی حضور داشته‌است. او در بازی‌های ملی‌اش گلی به ثمر نرساند.
ماتئو بریگی آخرین بازی ملی خود را در سال ۲۰۰۹ میلادی انجام داد.